# Bror Fock
Bror Fock (Suecia, 29 de marzo de 1888-4 de septiembre de 1964) fue un atleta sueco, especialista en la prueba de 3000 m por equipo en la que llegó a ser subcampeón olímpico en 1912.

## Carrera deportiva
En los JJ. OO. de Estocolmo 1912 ganó la medalla de plata en los 3000 m por equipo, logrando 13 puntos, tras Estados Unidos (oro con 9 puntos) y por delante de Reino Unido (bronce con 23 puntos), siendo sus compañeros de equipo: Thorild Olsson, Ernst Wide, John Zander y Nils Frykberg.